# Actinomorfo

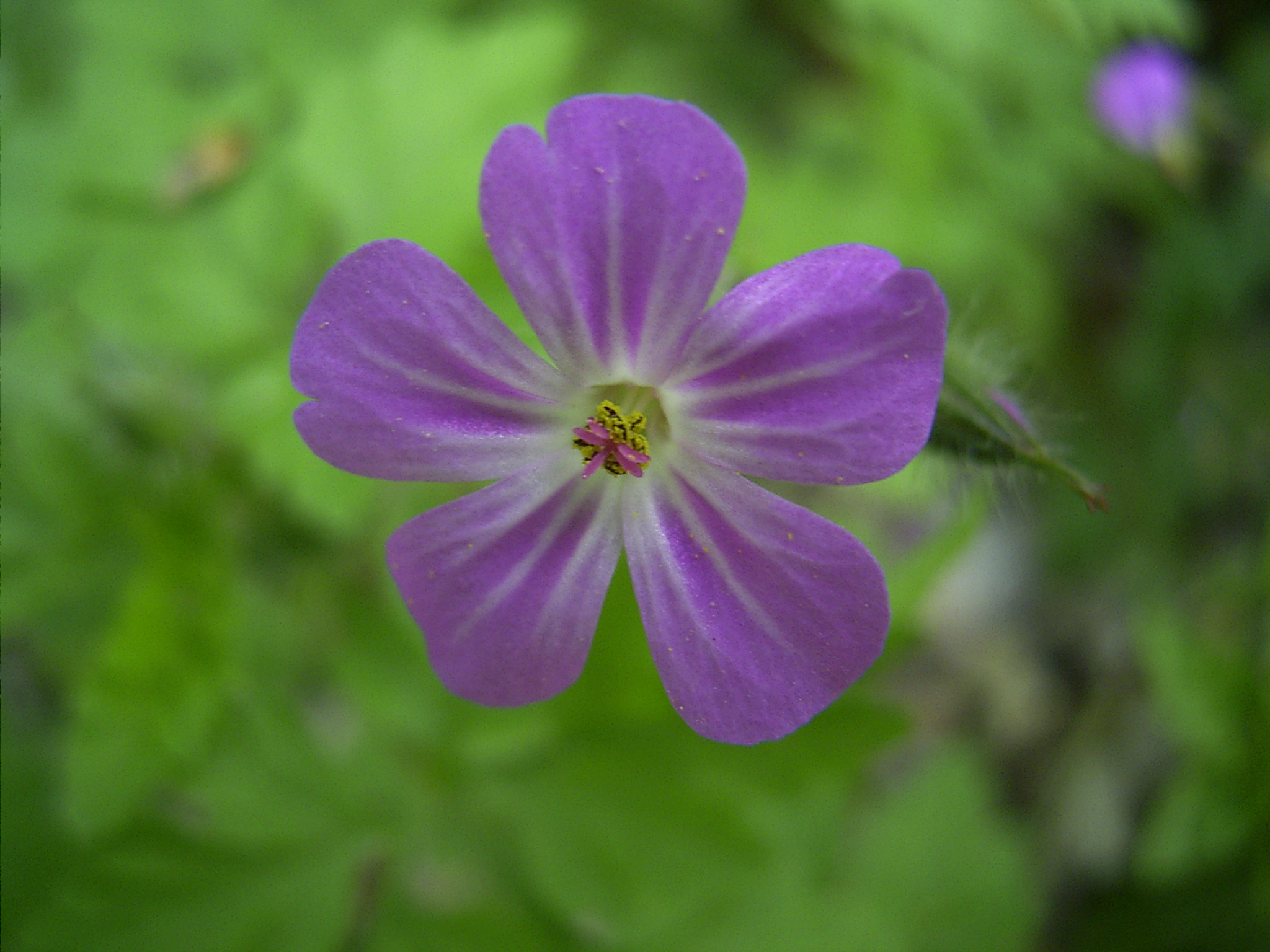
La flor de la hierba de San Roberto (Geranium robertianum) tiene simetría radial.

En botánica, el término actinomorfo significa que tiene simetría radial. Son sinónimos de esta palabra —además de radial—: regular, polisimétrico o multilateral. Se opone al término zigomorfo, que se emplea para designar estructuras (normalmente flores de simetría bilateral.

## Etimología
Voz compuesta de las palabras griegas ἀκτίς ‘rayo de luz’ y μορφή ‘forma’.